# Gud
För andra betydelser, se Gud (olika betydelser).
Gud (i allmänhet maskulinum), feminin form gudinna, är ett ord med olika betydelser:
1. Allmän betydelse: Mäktig övernaturlig varelse eller kraft. Ofta föremål för tillbedjan, dyrkan och lydnad. Oändlig utan början eller slut. Inom nyandlighet ofta det samma som kosmiska mästare. Se vidare gudom.
2. Gud som namn: Inom många monoteistiska religioner, det vill säga religioner där man bara tror på en gud - däribland kristendomen (huvudsakligen för att hänvisa till föreställningen om treenigheten) - används ordet "Gud" som namn på den ende gud man tror på. I denna betydelse skrivs ordet med stor bokstav.
3. Funktionell betydelse: "Gud" kan också ha funktionell betydelse, och syftar då på något objekt som ägnas religiös hängivenhet eller lydnad eller det som är viktigast i ens liv.

## Ord för gud
Ordet “gud”, fornsvenska guþ, isländska: guð, gotiska guþ, fornsax., forneng., eng. o. fris. god, fornhögtyska got, tyska Gott, är ett gemensamt germanskt ord av omdiskuterad ursprunglig betydelse. Ordet, som är speciellt för de germanska språken, var ursprungligen neutrum och hade en specifik, troligen snäv, men numera okänd mening i förkristen tid.
Språkforskare har ofta antagit en äldre rot, *guþan, tolkad som ”åkallad”, ”den anropade”, ”den som kulten riktas till”, ”den man gjuter dryck över” (en gestalt eller kraft som inte är verkande, utan passiv, mottagande). Ett äldre nordiskt ord för rättslig hövding, kultledare, var isländska goði (maskulinum: gode) och isländska gyðja (femininum: gydja), som ibland tänkts peka mot en sådan dimension i ordets äldre betydelse.
Ordet gud var neutrum i äldre germanskt språk (vilket belagts in på 1500-talet), men antog så småningom överallt maskulint genus vid kristendomens införande till följd av det personliga kristna gudsbegreppet, och genom att Gud av de nyomvända inte skildes från Kristus.
På latin hade Deus valts som beteckning på kyrkans och kristendomens Gud, vilket överfördes till flertalet romanska språk (franska Dieu, italienska Dio, spanska Dios, katalanska Déu).
I klassisk latin var deus maskulinum (femininum dea) och ett allmänt substantiv för en gudom, medan divus (femininum diva) användes för någon eller något som hade blivit gudomligt, exempelvis en romersk kejsare.
Ordet härleds från proto-indoeuropeiska *deiwos, som ofta antagits hänga samman med ett ord för "himmel". Det motsvarar grekiska Zeus (Ζεύς zdeús; aiolisk grekiska Δεύς deús), forngermanskt tiwaz, fornnordiska tyr, plural tivar och sanskrit देव deva, 'gud, gudomlig'. Samma ord, daiva, utvecklades på det iranska området till att betyda "demon".
Under 1600-talet och 1700-talet kom genom upplysningen en förändrad syn på Gud. Detta tydliggjordes bland annat i begreppen teism, representerande ett traditionellt synsätt, och deism, panteism m.m. som exempel på nyare. Företrädare för de senare synsätten markerade ibland sitt synsätt genom att använda orden Deus eller Dea för Gud.
Då gud (i nutida svenska) skrivs med versal, Gud, menas vanligen namnet på den ende guden som existerar enligt de tiotal nära besläktade monoteistiska religionerna: judendom, kristendom, islam, bahá'í, zoroastrism och de indiska monoteistiska religionerna.
Även om de monoteistiska religionerna skiljer sig åt och trosutövare själva anser att det rör sig om skilda gudomligheter, samt att namnet skiljer sig åt i olika språk och kulturer: God (engelska), Déu (katalanska), Bůh (tjeckiska), Dieu (franska), Elohim (hebreiska), Tanrı (turkiska), Diyos (tagalog), Gott (tyska), Mungu (swahili), Jumala (finska), Allah (arabiska), osv, så finns vissa återkommande drag.
Vissa gudsnamn, som arabiskans Allah, är spritt över hela den muslimska världen, d.v.s. även till icke-arabisktalande muslimska folk. Dessa ber i regel på arabiska, även om de inte behärskar arabiska i övrigt. Kristna församlingar vars medlemmar är arabisktalande kallar också Gud för Allah, och använder "Isa", det arabiska namnet på Jesus. 
Inom zoroastrismen är Visheten (Mazda) det egentliga gudsnamnet och uppträder i Gatha mestadels med epitetet Majestätet (Ahura). Grammatiskt sett är Mazda femininum på de forniranska språken.
Ordet "gudinna" är tidigast belagt på 1500-talet i lärt språk, där det används i beskrivningar av kvinnliga mytiska gestalter i klassisk mytologi.

## Gudsbegreppet i vetenskap och filosofi
Vetenskapen och filosofin har länge intresserat sig för religionernas tro på Gud eller på gudar. Varken existensen av gudar eller frånvaron av gudar har kunnat beläggas vetenskapligt. En grundprincip i vetenskap är att endast tillgripa förklaringar som har empiriskt stöd och är underbyggt av en på logisk grund byggd teori. Eftersom gudomlighet, eller frånvaron av gudomlighet, ligger utanför det som logiskt har kunnat bevisas, så godtas aldrig  gudomlighet som bakomliggande förklaring till ett fenomen inom vetenskapen.  I denna mening är vetenskapen metodologiskt ateistisk, och ontologiskt agnostisk. Den vetenskap som studerar föreställningar om Gud eller gudar, samt aktiviteter och fenomen inom religionerna, kallas religionsvetenskap och religionshistoria. På sina håll lever dess föregångare teologi fortfarande kvar.
I västerlandet är människor starkt präglade av de gudsbegrepp som förekommit och förekommer i kristna kyrkan. Vid sidan av detta har Gud även varit en term i filosofisk tradition. Gud - med stor begynnelsebokstav - används ibland av exempelvis filosofer som Platon om något slags enhetlig högsta makt som inte nämns med något specifikt gudanamn och inte förknippas med någon bestämd religion. "Gud" kan idag ofta avse någon opreciserad opersonlig kraft.

## Gudsbegreppet i teologi och religionsvetenskap
Huvudartikel: Teologi
Teologi (grekiska: θεός - gud, λόγος - ord, kunskap, förståelse, mening), "läran om Gud", var under lång tid det främsta akademiska ämnet på västerländska universitet. Detta började dock ifrågasättas i och med att det moderna vetenskapsbegreppet utvecklades, mycket tack vare Giordano Bruno och Galileo Galilei på 1600-talet. I och med upplysningen och att fokus på kunskapens källa flyttades från uppenbarelsen (Bibeln) till det mänskliga förnuftet, kom teologin att förlora än mer i anseende. Under 1900-talet ersattes slutligen den konfessionella teologin på lärosätena helt av ett agnostiskt förhållningssätt till religionen. I samband med detta har "religionsvetenskap" på många håll ersatt "teologi" som begrepp på det akademiska religionsstudiet, men i Sverige har teologi kommit att få ett dubbelt användningsområde - både i betydelsen "vetenskapliga areligiösa religionsstudier" och med den egentliga innebörden "konfessionella föreställningar om guden Gud".
I religionsvetenskapen har det vanligtvis ansetts att begreppet gud har existerat i så gott som samtliga kulturer, beskrivande en kraft i en utomvärldslig verklighet, som oftast - men inte alltid - uppfattas som personlig och möjlig att få kontakt med. Andra egenskaper som ofta tillskrivs gudomen - eller gudomarna - är mäktighet, intelligens, godhet och rättvisa, men även kontrasterande så kallade "mörka gudar" beskrivs i såväl äldre som nyare läror. Inom olika religioner uppfattas guden eller gudarna på mycket olika sätt, och såväl manliga gudar som kvinnliga gudinnor beskrivs. Även mer jordiska så kallade halvgudar/heroer respektive naturens elementargudar ingår i olika läror.
Inom den moderna religionsvetenskapen är det framför allt fyra ämnesområden som behandlar gudsbegreppet. Inom religionshistoria behandlar man bland annat en utveckling inom mänsklighetens gudsuppfattningar, där animismen är den mest grundläggande uppfattningen, följd av polyteismen och därefter monoteismen. Vissa teoretiker ser ateismen, eller agnosticismen, som det sista steget i denna utveckling. Religionsfilosofin behandlar existensen av guden Gud eller gudar ur filosofisk synvinkel, bland annat genom att granska så kallade gudsbevis. Religionspsykologin studerar gudar som psykologisk företeelse och religionssociologin undersöker sociologiska förklaringsmodeller för gudar och religion.
Vid sidan av den vanliga akademiska vetenskapens discipliner finns dock en annan sorts forskning om naturen, det kosmiska och det gudomliga, och detta återfinnes inom nyandlighet, inom teosofi (= kunskap om det gudomliga, från grekiskans theos Gud och sofia visdom), esoterik, antroposofi (efter Rudolf Steiners andeforskning och naturfilosofi), kosmologi (såsom t.ex. Martinus Thomsen och hans verk Tredje testamentet) och en växande alternativ, parallell, vetenskapligt inriktad forskning internationellt. Även vid vissa kända universitet bedriver forskningsgrupper och anknutna stiftelser empiriskt syftande forskning utifrån nya paradigm, t.ex. gaiafilosofi och astrobiologi. Med hjälp av extrasensorisk perception av olika slag anses en stor mängd information om det gudomliga ha förmedlats och beskrivits i en mängd böcker världen över, och dessa förmågor torde kunna sägas vara grunden för merparten gudsupplevelser och religionsbildningar genom historien, om man inte utgår ifrån att samtliga dessa är fantasier och mänskliga påhitt eller önsketänkanden.

## Olika gudsuppfattningar

### Gudarnas antal

#### Monoteism
Monoteism är tron på en och endast en Gud. (Från grekiska: monos - en, theós - gud.) Gud skrivs då med stor bokstav. De äldsta levande nedtecknade monoteistiska religionerna är zoroastrismen och judendomen. Varje språk använder vanligen språkets eget ord för Gud inom en och samma religion; bahá'í-troende araber kallar exempelvis Gud för Allah.
Monoteistiska religioner uppfattar ofta Gud som skapare och personlig, det vill säga att Gud är klart åtskild från sin skapelse och därmed inte är detsamma som universum eller är en del i en besjälad natur. Monoteismen ser vanligen Gud som evig, allsmäktig, allestädes närvarande och allvetande. Även i monoteistiska religioner kan det finnas andra övernaturliga väsen utöver den ende guden. Ett sådant exempel är tron på änglar, som tidigt fanns inom zoroastrismen, och som kan ha "exporterat" tron på änglar i de tre abrahamitiska religionerna (Boyce 1987). I bland annat abrahamitiska skrifter nämns andra gudaväsen, såsom "Guds söner" i Gamla Testamentet (Första Moseboken 6), och inom den kristna riktningen Jehovas vittnen anses det av högsta vikt, att böner skall riktas till huvudguden Jehova (Jahve/Gud) för att de inte felriktat skall nå andra gudar i universum. Ett av de judiska namnen på Gud är Elohim, som ordagrant betyder en mängd gudsväsenden, en gudavärld, och det är också ett namn som hebréerna i Kanaan hämtade från grannfolk som hade en polyteistisk tro.
Exempel på i huvudsak monoteistiska religioner:
- Abrahamitiska
De abrahamitiska religionerna har gemensamma rötter.
  - Judendomen; vars gud på hebreiska bland annat beskrivs med namnen Elohim (Pluralis majestatis och syftar på en allsmäktig Gud, inte flera), JHVH (= Jahve/Jehova, oklar betydelse, möjligen med betydelsen jag är den jag är eller han förorsakar att något blir) eller Adonaj (Min Herre), namnen skall dock enligt den ceremoniella mystiken inte uttalas, utan kan ersättas med sifferkoder ur skrifterna.
  - Kristendomen; God, Allah, Gud, Dieu, Dieux, Ishwar, Dio, Perëndia, Amlak, Igziabeher (እግዚአብሔር), Бог, osv (beroende på vilket språk de kristna talar). Även Herren och Fadern används. Treenighetsläran är tron på en enda Gud som på samma gång är tre likvärdiga individer: Fadern, Sonen (Kristus) och den Helige Ande.
  - Islam; Allah (kommer från klassiska arabiskans ord för gud, ilah, vilket i bestämd form blir al-ilah, som dock har pluralis-form. Inom Islam har man från början uppfattat judarnas och de kristnas gud som samma gud som muslimerna själva tillber. Även om koranen och tillbedjan måste eller bör läsas på arabiska och en mängd uttryck inom islam har delar av allah inbakade är personer med arabiska som modersmål en minoritet inom islam. Allah, Gud, God, Dieu, Dio, Dieux, Ishwar, Dio, Perëndia, Amlak, Igziabeher (እግዚአብሔር), osv (beroende på vilket språk muslimerna talar).
- Bahai; Allah, Gud, God, Dieu, Dieux, Ishwar, Dio, Perëndia, Amlak, Igziabeher (እግዚአብሔር), Dio, Бог, osv (beroende på vilket språk bahá'íerna talar). Enligt Baha'i-tron finns inte djävulen och tron på Guds och religionernas enhet är central.
- Akhenatons monoteistiska (eller möjligen monolatristiska) religion med den centrala solguden Aton.
- Zoroastrism brukar beskrivas som monoteistisk, men med dualistiska drag eftersom Gud eller "Herren den Vise" (Ahura Mazda) har en ond motpart i Ahriman. Ahriman kommer emellertid att besegras eftersom Ahura Mazda är starkare, och i den bemärkelsen är Zoroastrismen monoteistisk.
- Ayyavazhi; Ayya Vaikundar, ett trossystem inom hinduismen

Den monoteistiska gudsuppfattningen beskrivs närmare nedan under Gud som namn.
Besläktat med monoteism är begreppet monolatri, syftande på olika monoteistiska gruppers dyrkan av var sin egen gudom sida vid sida. Begrepp som ekumenik och synkretism innebär en process av närmande mellan olika trosriktningar eller religioner, ibland med drag av sammansmältning av trosföreställningar bortom avgränsande fundamentalism.

#### Dualism
Dualismen (grekiska och latin: duo - två) är tron på en god och en ond gud, som båda är ursprungliga och jämbördiga i styrka. Dessa kan följaktligen inte vara allsmäktiga. Dock är ofta den mörka kraften skapat av den gode guden. Därefter har något spårat ur, eller också vill Gud att mänskligheten ska utsättas för det som förekomsten av även ett ont, övernaturligt väsen medför. Ett exempel är zoroastrismen som av vissa forskare brukar beskrivas som en teologisk dualism där den gode guden heter Ahura Mazda och den onde Ahriman. Enligt zoroastrierna själva äger dualismen dock inte rum på teologisk nivå i den bemärkelsen att Ahura Mazda och Ahriman skulle vara jämbördiga, utan på etisk nivå.
Under förkristen tid efter Alexander den store var dualism mycket utbredd grekisk, orientalisk och indisk tradition, exempelvis inom hellenism och mysteriekulter, vilket också fortsatte under romersk kejsartid.
En del sekter inom kristendomen kan beskrivas som dualistiska, då djävulen i dessa uppfattas som Guds jämbördige. Dualism kan ofta inom nyandlighet beteckna människans och andra varelsers existens separerade från Gud eller den gudomliga världen. Inom t.ex. den danske Martinus Thomsens kosmologi beskrivs dualismen i alla kontraster och motsatser som en medvetet upprättad nödvändighet för individens upplevelse och utveckling. En etisk dualism finns när det gäller förhållandet mellan det andliga, himmelska (gott) och det materiella här på jorden (ont), och en sådan behöver inte även omfatta två övernaturliga härskare.

#### Polyteism
Polyteism (grek: polýs - många, theós - gud) är tron att det existerar många gudar och/eller gudinnor. Även om man i religionsvetenskap ofta använt samma term, ”gud”, så är begreppet ofta skiftade och olikartat mot de monoteistiska traditionerna. ”Gudarna” är i många fall inte allsmäktiga, varken som enskilda individer eller tillsammans. De beskrivs inte alltid som eviga, allestädes närvarande eller allvetande. De tenderar att vara mer lika oss människor. I mytologiska beskrivningar kan de födas, vara släkt med varandra, intrigera och kämpa med varandra, förälska sig i varandra och i människor och föda söner och döttrar. Skillnaden mellan människa och gud är att gudarna ofta är större, starkare och mäktigare än människorna. De besitter alltså liknande egenskaper som människorna, men i högre grad, dock ej fullkomligt, som i monoteismen. Dessutom är gudarna ofta odödliga. Inte sällan har polyteistiska religioner också ett inslag av deism - en höggud, som en gång skapade världen, men som dragit sig tillbaka. Monoteistiska religioner jämställer ofta polyteism med avgudadyrkan. Se vidare avgud.
Exempel på nutida polyteism:
- Hinduismen, med gudar som Agni, Brahma (skapargud), Shiva och oräkneliga andra. Inom vissa riktningar ses dock gudarna bara som olika uppenbarelser av Brahman.
- Shintoismen med gudar som Amaterasu, Hachiman.
- Nyhedendomen, kan delas upp i rekonstruktionistisk hedendom, till exempel asatro och Romuva, som strikt håller sig till ett panteon, och icke-rekonstruktionistisk hedendom, till exempel wicca, som ofta ser alla gudar och gudinnor som aspekter av Guden och Gudinnan.
- Polyteism i monoteistiska religioner. De kristnas treenighetslära kan tolkas som tron på tre gudar och muslimernas syn på Koranen som evig och oföränderlig kan tolkas som att det vid sidan av Allah finns en storhet som vördas och tillbeds. Dessa synsätt avvisas dock bestämt av de flesta av kristendomens respektive islams riktningars företrädare. Traditionella riktningar inom judendom, kristendom och islam erkänner existensen av änglar som är föremål för vördnad eller respekt av något slag, dock utan att vara föremål för sådan tillbedjan som visas Gud.
- Nyandlighet (New Age, teosofi, esoterik, antroposofi mm) anser oftast att universum är fullt av gudar eller kosmiska mästare på olika nivåer, av olika slag, med olika funktioner, såväl i naturens former som i övriga universum, manliga och kvinnliga, liksom andra väsenden såsom till exempel änglar och ärkeänglar.

Exempel på traditioner som betecknats som polyteistiska:
- Egyptisk religion: Amon, Ptah, Ra, Thoth, Neith, Shu, Tefnut, Geb, Nut, Isis, Osiris, Set, Neftys, Anubis, Harpokrates
- Grekisk religion: Afrodite, Apollon, Ares, Artemis, Athena, Dionysos, Hefaistos, Hekate, Hera, Hermes, Hestia, Kronos, Poseidon, Rhea, Zeus
- Romersk religion: Janus, Juno, Jupiter, Mars, Minerva, Quirinus, Venus, Vesta.
- Sumerisk religion: Inanna
- Fornsemitisk religion: El, Baal, Ashera, Astarte, Atargatis, Anat, Betel, Dagon, Jam, Atar, Mot, Qadesh, Horon, Melqart, Adonis, Eshmun, Baal Hammon, Tanit, Baal Shamin, Jarich, Nikkal
- Fornnordisk religion: Oden, Frigg, Frej, Freja, Tor
- Aztekisk religion: Quetzalcóatl
- Frygiernas religion: Sabazios
- Kinesisk religion: Shang Di, Jadekejsaren
- Rumänsk mytologi: Zalmoxes

### Gudarnas natur

#### Teism
Teism (grekiska θεος - gud) är en form av monoteism, där man tror på en övernaturlig intelligens i form av en personlig gud, som utöver sin främsta insats, att skapa universum, stannar kvar och övervakar och påverkar ödet för sitt ursprungsverk. I många teistiska trossystem är gudomen intimt engagerad i mänskliga angelägenheter. Han/Hon/Den besvarar bön, förlåter eller bestraffar synder, ingriper i världen genom att göra under, fingranskar goda och onda gärningar och vet när vi begår dem eller så mycket som tänker på att begå dem. De religioner som ovan nämndes som exempel på monoteism är av tradition också teistiska, även om flera historiska och nutida undantag finns.

#### Deism
Deismen (latin: deus - gud) innebär en tro på en eller flera gudar som skapat världen, men som enbart sysslade med att stifta de lagar som styr universum och alltså inte ingriper därefter och intresserar sig specifikt för mänskliga angelägenheter. Till skillnad från teister tror inte deister att guden/gudarna besvarar bön, intresserar sig för synder eller syndabekännelser, läser människans tankar eller ingriper med mirakel.

#### Panteism
Panteismen (grek: pás - allt, theós - gud) är tron att en gud finns i allt som existerar eller där världsalltet är detsamma som guden. Till skillnad från övriga gudsuppfattningar beskrivs den panteistiske guden vanligen inte såsom personlig. Ordet "gud" används ibland som en icke-övernaturlig, metaforisk eller poetisk synonym för naturen, för universum eller för det lagbundna system som styr dess rörelser, eller alltings gudomliga besjälning. Panteism förekommer inom hinduismen, där världssjälen kallas Brahman. Inom nyandlighet anses ofta att Gud är allt som finns, det vill säga alla varelser och former är manifesterade delar av en personlig, allomfattande intelligens. Dansken Martinus Thomsen beskriver denna som "något som är". I amerikanske författaren Neale Donald Walschs bokserie Samtal med Gud beskriver Gud sig själv som den som är allt som finns och kan anta vilken form som helst när som helst.

#### Panenteism
Panenteism (grek: pan en allt i, theós - gud). Medan panteismen uppfattar Gud och världsalltet som ett och detsamma, uppfattar panenteism att allt annat verkligt är i Gud, men att Gud är något därutöver.

#### Animism
Animismen (latin: animus - ande, själ) är något förenklat en polyteistisk variant av panteismen. Tron innebär att världen är besjälad inte av ett andeväsende, utan av flera. Inom många animistiska religioner förekommer deistiska drag - tron på en höggud som en gång skapat världen, men som dragit sig tillbaka och finns någonstans i bakgrunden. Exempel på animistiska religioner är shintoism och schamanism.

#### Personkult
Inom flera religioner med starka band till statsmakten förekommer uppfattningen att statschefen är gudomlig. Exempel på detta innefattar det förkristna Romarriket, med kejsardyrkan som officiell religion och Faraonernas Egypten, vars härskare dyrkades som gudar. Fram till andra världskrigets slut hyllades den japanske kejsaren som gudomlig och sades härstamma från solgudinnan. Ett modernt exempel är kulten kring Nordkoreas framlidne ledare Kim Il Sung, som i grundlagen omnämndes Nordkoreas evige president fyra år efter sin död.
Andra religioner har vidtagit åtgärder för att undvika att en personkult uppstår. Bahá'í-tron förbjuder exempelvis avbildningar av de båda religionsgrundarna Báb och Bahá'u'lláh och motivet till detta är att Gud ska stå i centrum för den troendes religiositet. Ändå har ett par fotografier som sägs föreställa Bahá'u'lláh spridits på Internet, framför allt genom Wikipedia. När det däremot gäller islam respekteras bildförbudet med ytterst få undantag av hela världen.

#### Förfädersdyrkan
Att hedra, tillbe och vörda sina döda förfäder är en praxis som finns i flera religioner. I vissa naturreligioner förekommer även tron att människan när hon dör övergår till att bli en gudom eller medlem av en högre, gudomlig värld.

### Gudskritiska positioner

#### Ateism
Ateism (grekiska: α - inte, och θεός - gud) innebär att inte ha någon tro på existensen av någon form av gud, ofta med motiveringen att det saknas vetenskapliga belägg för en sådan existens. Tro på och dyrkan av en eller flera gudar och gudinnor har förekommit i så gott som alla kända kulturer. Den hittills enda officiellt helt ateistiska statsbildningen var Albanien under kommunismen. Att ateism förekommer i organiserad form blir allt vanligare, ett svenskt exempel är förbundet Humanisterna (tidigare Human-Etiska Förbundet). Tillsammans med liknande sammanslutningar i andra länder är de delar av IHEU.
Se vidare:
- Kristen ateism

#### Agnosticism
Agnosticism (grek: α - inte, γνωσις - kunskap) är en skeptisk inställning att det inte går att veta om det finns någon gud eller att få någon kunskap om densamma. Agnostiska sammanslutningar är mycket ovanliga, då frågan om gudar och religion för företrädare för agnosticismen blir en icke-fråga.
Vid sidan av de mer vanliga, etablerade religionerna och trosriktningarna finns också så kallade "mörka" trosriktningar, som i grunden är ateistiska eller ser Gud som en ondskefull fientlig kraft och som därför tillber eller dyrkar mer "mörka" väsenden, benämnda som demoner, Satan el dyl.

## Gudsbegrepp inom olika religioner och åskådningar

Olika tolkningar av gud av olika religioner och gemenskaper
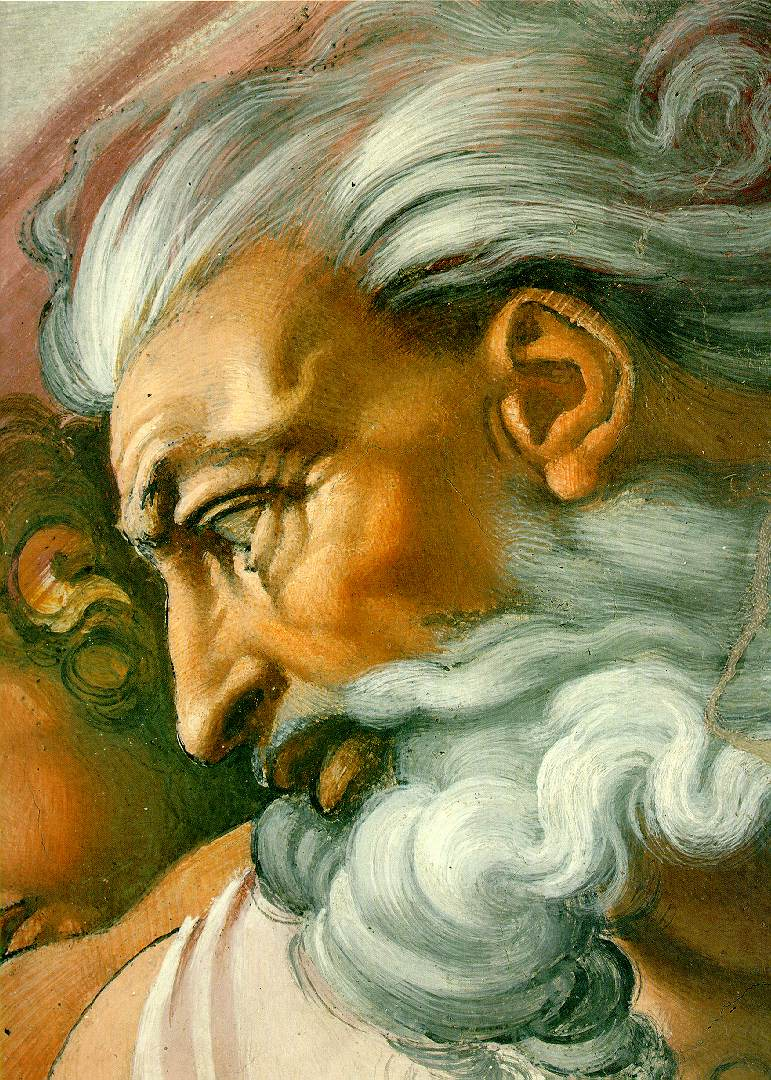
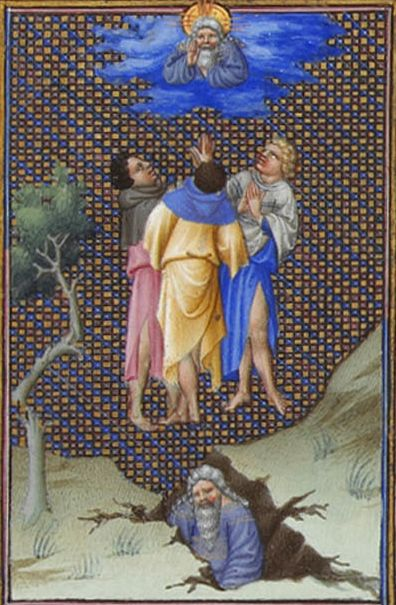
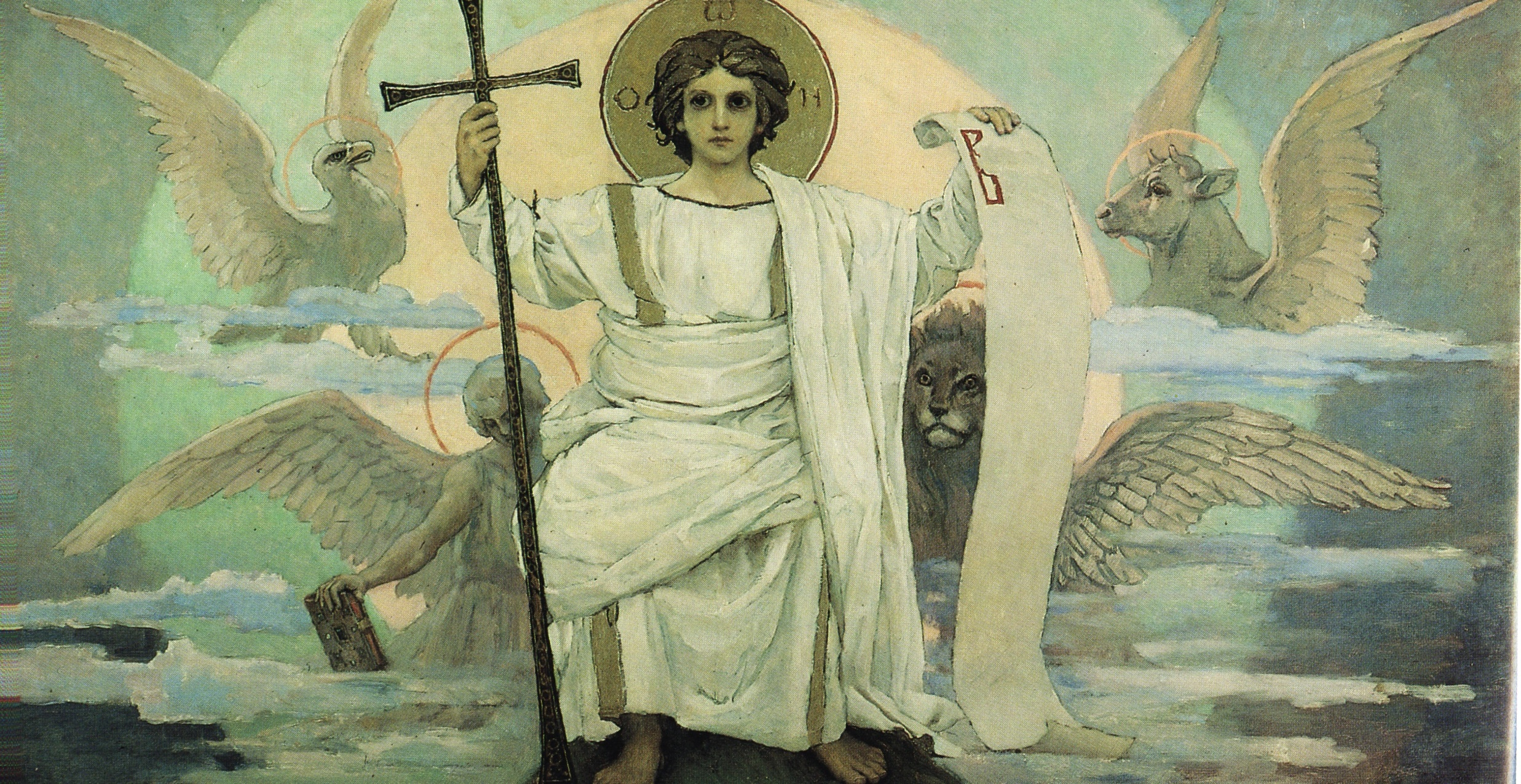

### Gud i buddhism
Det finns gudar inom buddhismen, men man förnekar existensen av en skapargud. Att återfödas som gud i något himmelrike betraktas som en följd av mycket god karma. Samtidigt betraktas gudalivet inte som ultimat sett önskvärt (vilket nirvana är), då gudalivet är temporärt och fortfarande en del av samsara.
Det finns i tidiga buddhistiska texter omnämnanden av guden Store Brahmā. Det sägs att Buddha såg honom som en mycket långlivad och ärorik varelse, men samtidigt ansåg att denna gud inte var någon allsmäktig skapargud. Det sägs att guden i fråga inbillade sig att han var en skapargud, men att Buddha ansåg att så inte var fallet.

### Gud i judendom
Ett av de oftast förekommande gudsnamnen på semitiska språk är El. I Tanach - Gamla Testamentet - används vanligen pluralformen Elohim, "gudar". En kristen tolkning av detta har varit att det skulle syfta på treenigheten, medan den moderna bibelvetenskapens förklaring är att det handlar om ett uttryck för pluralis majestatis - ett språkligt sätt att uttrycka respekt från de bibliska författarna gentemot Gud.
Det andra huvudsakliga gammaltestamentliga gudsnamnet är JHVH, som ansågs så heligt att det inte fick uttalas och därför aldrig kom att vokaliseras i texten, vilket har lett till att man idag inte längre är säker på vad det ursprungligen var för ord. Bibelforskningen är dock idag relativt ense om att den troliga ursprungliga vokaliseringen bör vara Jahve - vilket skulle kunna översättas med "Han som gör att något blir". Inom den kristna riktningen Jehovas vittnen menar att det bör uttalas Jehova - en vokalisering som är svår att belägga språkvetenskapligt, och spekuleras att kanske komma av det hebreiska ordet Adonaj (Herre), vilket också är det ord som i judisk tradition ersätter JHVH vid recitation av bibeltexter.

### Gud i kristendomen
Traditionell judisk och kristen tro ser på Gud på ett i många stycken likartat sätt, en naturlig följd av att kristendomen uppstod som en ny judisk gren och därvid ärvde mycket av sin moderreligions uppfattningar, liksom dess heliga skrift - Tanach, som blev det kristna Gamla Testamentet. De kristna hade länge bara Gamla Testamentet att tillgå. Den textsamling som skulle komma att utgöra Nya Testamentet existerade i stort sett år 200 och kanoniserades under 300-talet på flera synoder (här: biskopsmöten) där olika urvalskriterier togs upp.

#### Treenighetsläran
Den största och mest påtagliga skillnaden mellan kristen gudsuppfattning och alla andra monoteistiska religioner och även en del mindre kristna avvikningar som unitarismen, mormonism och Jehovas Vittnen, är förmodligen treenighetstanken (se Treenigheten). De kristna tänker sig en enda Gud (Femte Moseboken 6:4), men tror dessutom att det inom denna enhet finns tre gudomliga personer - Fadern, Sonen och den Helige Ande. Alla tre är enligt kristendomen fullt ut delaktiga i alla Guds egenskaper. Sonen blev vid vår tideräknings början människa utan att för den skull upphöra att vara Gud. Sonen kan som Gud stiga ned till jorden och lida som människor gör utan att Gud för den skull behöver lämna sitt rike.
Den apostoliska trosbekännelsen
Förståelsen av treenighetsläran försvåras, enligt dess kritiker, av att om man väl tänker sig en Gud med tre aspekter i fullständig enighet, varför sitter i så fall Jesus på Guds högra sida – dvs. utanför Guds "kropp" sedan han åter blivit upptagen till himlen? (Markus 16:19). Denna bild, symboliskt liknad vid hur konungar och de som kommer därnäst i rang är placerade i tronsalen i antikens palats och medeltidens slott, återfinns i själva hjärtat hos kristendomen, nämligen Den apostoliska trosbekännelsen:
| ” | Vi tro på Gud Fader allsmäktig, himmelens och jordens Skapare. Vi tro ock på Jesus Kristus, hans enfödde Son, vår Herre, vilken är avlad av den Helige Ande, född av jungfrun Maria, pinad under Pontius Pilatus, korsfäst, död och begraven, nederstigen till dödsriket, på tredje dagen uppstånden igen ifrån de döda, uppstigen till himmelen, sittande på allsmäktig Gud Faders högra sida, därifrån igenkommande till att döma levande och döda. Vi tro ock på den Helige Ande, en helig, allmännelig kyrka, de heligas samfund, syndernas förlåtelse, de dödas uppståndelse och ett evigt liv.(Den apostoliska trosbekännelsen. Svenska kyrkans version från 1957) | „ |

Den athanasianska trosbekännelsen
Den athanasianska trosbekännelsen, eller den nicaeno-konstantinopolitanska trosbekännelsen av år 381 – som avfattades särskilt mot arianerna, som menade att Sonen (Jesus Kristus) är ett skapat väsen, den första och högsta av alla skapade varelser, men inte Gud – nödgas ha två olika synsätt när det gäller Jesus Kristus:
| ” | (...) detta är den allmänneliga kristna tron, att vi dyrkar en enda Gud i tre personer och tre personer i en enda gudom, i det att vi varken sammanblandar personerna eller söndrar det gudomliga väsendet. En är nämligen Faderns person, en annan Sonens och åter en annan den Helige Andes. Men Faderns och Sonens och den Helige Andes gudom är en enda, lika i ära och lika i evigt majestät. Sådan Fadern är, sådan är Sonen och sådan även den Helige Ande. Oskapad är Fadern, oskapad Sonen och oskapad den Helige Ande. (...) Ty såsom vi av den kristna sanningen nödgas att bekänna varje person för sig både såsom Gud och Herre, så förhindras vi av den allmänneliga kristna tron att nämna tre Gudar eller Herrar. Fadern är av ingen gjord eller skapad eller född. Sonen är av Fadern allena – inte gjord eller skapad – utan född. Den Helige Ande är av Fadern och Sonen – inte gjord eller skapad eller född – utan utgående. (Den athanasianska trosbekännelsen.) | „ |

Enligt "den kristna sanningen" nödgas kyrkomötet i Konstantinopel 381 att bekänna varje person för sig, men förhindras enligt "den kristna tron" att nämna flera gudar. Denna lära har varit svår för många kristna att ta till sig, och den katolska kyrkan förklarar det hela ibland som ett "mysterium" som det inte helt går att förstå. Ingen av de andra monoteistiska religionerna – judendomen, islam, bahá'í, zoroastrismen eller de indiska monoteistiska religionerna – accepterar denna lära, som de ser som ett påfund av kristna biskopar 300 är efter Jesus död.

#### Historiens Gud
Gud är i kristen tro också historiens Gud. Han har skapat världen och upprätthåller den, styr historien och griper in närhelst han önskar. (Första Moseboken 1:1ff; 12:1-3; Psaltaren 136; Lukasevangeliet 1:51-55; Apostlagärningarna 17:24-31; Kolosserbrevet 1:17; Hebreerbrevet 1:3). Gud uppenbarar sig i historien och frälser sitt folk inom historiens ram. Till exempel sägs han ha befriat Israels folk ur Egypten och försonat människans synd och besegrat döden genom Jesu uppståndelse.

#### Personliga egenskaper
Gud är i judisk och kristen tro en person, med alla de egenskaper en person har: Gud tänker (Jesaja 55:8-9), känner (Sefanja 3:17; Efesierbrevet 4:30), talar (Första Mosebok 1:3), talar med (Första Moseboken 3:9 och framåt), vill (Jesaja 54:7-8), ser och hör (Psaltaren 94:9), gläds (Sefanja 3:17), sörjer (Första Moseboken 6:6), blir arg (Andra Moseboken 4:14) och har relationer (Första Moseboken 5:24; Andra Moseboken 33:11; Jakobsbrevet 2:23).

#### Gudomliga egenskaper
Gud har vidare en rad egenskaper som är unika för honom:
- Helig, skild från ondska och synd, omgiven av en vördnadsbjudande härlighet (Jesaja 6:1-6).
- Allsmäktig, det vill säga han kan göra allt som står i överensstämmelse med hans natur (till exempel är gott och logiskt) (Första Moseboken 17:1; Job 42:2; Lukasevangeliet 1:37).
- Allestädes närvarande, det vill säga han finns överallt (Jeremia 23:23-24).
- Allvetande, det vill säga han vet allt som skett, som sker och som kommer att ske. Han ser också in i djupet av människans tankar och känslor (Psaltaren 139:1-4; Jesaja 46:10; Jeremia 23:23-24; Matteusevangeliet 11:21;Första Korinthierbrevet 2:10).
- Evig, utan början och slut, födelse och död (Psaltaren 90:2 och 102:27-28).
- Oberoende (Första Kungaboken 8:27 och Apostlagärningarna 17:25).
- Obegränsad (Första Kungaboken 8:27).
- Oföränderlig (Psaltaren 102:28 och Jakobsbrevet 1:17).
- Outgrundlig och alltid större än vår förmåga att förstå. Människan är skapad av Gud och hennes intellektuella förmåga bör därför på motsvarande sätt förhålla sig till Gud som något skapat förhåller sig till den som skapat det. (Jesaja 55:8-9, Jobs bok)
- Nödvändig existens, existens i sig själv, oskapad. Gud är för sin existens inte beroende av någon eller något. Han har ingen orsak. Ett av hans namn är Jag Är (Andra Mosebok 3:14).
- Äger liv i sig själv. Inte heller hans liv har någon orsak (Ps. 84:3; Joh. 5:26).

#### Fullkomliga egenskaper
Gud tänks vidare ha en rad egenskaper, som även människan kan ha. Men han uppfattas ha dessa fullkomligt, alltid och i högre grad:
- God (Psaltaren 145:9).
- Kärleksfull (Första Johannesbrevet 4:16).
- Nådefull (Andra Moseboken 33:19; Efesierbrevet 2:7).
- Barmhärtig (Andra Moseboken 33:19; Efesierbrevet 2:4).
- Rättfärdig/rättvisa ('Femte Moseboken 7:9-13; 32:4; Daniels bok 9:14).
- Trofast (Femte Moseboken 32:4).
- Sann (Psaltaren 43:3; 119:160; Johannesevangeliet 17:3; Första Johannesbrevet 5:20).
- Ljus (Psaltaren' 36:10; Första Timoteusbrevet 6:16; Första Johannesbrevet 1:5).
- Sträng (Romarbrevet 11:22).
- Ha förmåga att sända onda andar (Första Samuelsboken 19: 9-12)

#### Moderna uppfattningar om Gud inom kristendom
Inom både judendom och kristendom har sedan upplysningstiden mer individcentrerade uppfattningar om Gud uppkommit. I spåren av upplysningen har de den äldre uppfattningen om de dogmatiska och religiöst uppenbarade sanningarna om Gud kommit att stå tillbaks för ett förnuftsbaserat eller emotionellt förhållande till gudomen.
Ett exempel på denna perspektivförskjutning är att Bibeln, istället för att uppfattas som Guds ord, ses som människors tankar om Gud. Då kan den enskilde troendes tankar om Gud bli lika värdefulla. Inom postmodernt tänkande kan inga sanna utsagor formuleras om Gud, utan Gud blir för individen så som hon uppfattar eller tror att han är. Inom dessa traditioner är man därför inte lika intresserade av ovanstående beskrivning av Gud, då den ju i huvudsak utgår från Bibeln. Istället får de egna preferenserna stor betydelse för hur man uppfattar Gud. Idén att Gud är god och kärleksfull omfattas av de flesta gudstroende, medan tanken på Guds allmakt ofta blir mindre betydelsefull, mycket på grund av svårigheten att förena den med Guds godhet och världens ondska - det så kallade teodicéproblemet eller "problemet med ondskan".
Den feministiska teologin har pekat på de patriarkala förhållandena vid Bibelns tillkomst, och utvecklat kvinnliga och könsneutrala uppfattningar om och modeller för Gud. Inom den moderna teologin får Gud ofta deistiska drag, det vill säga han har en gång skapat världen, men ingriper inte i den idag. Det är vi som skall utföra Guds verk i världen. Han är alltså inte historiens Gud, enligt denna uppfattning. Gud kan också få panteistiska drag, som en opersonlig kraft som fyller universum.

### Gud i islam
Huvudartikel: Allah
Inom islam anses arabiska som ett för muslimer gemensamt språk. Koranen uppenbarades på det arabiska språket och muslimer anser att det är viktigt att den bibehålls i sin ursprungliga form. Man brukar därför tala om Gud som Allah, även om man i Sverige även använder det svenska "Gud". Allah är bestämd form för ilah och betyder "guden", i den mening att det är den ende "guden". Ordet är släkt med det hebreiska El (se Gud i judendom ovan). Majoriteten av världens muslimer är inte araber eller arabisktalande.
Koranens 112:e sura beskriver Gud: Säg: ”Han är Gud – En, Gud, den Evige, den av skapelsen Oberoende, av vilka alla beror. Han har inte avlat och inte blivit avlad, och ingen finns, som kan liknas vid Honom.”
Gud har 99 namn som beskriver egenskaper, som ska ge människan en fingervisning om Guds natur, eftersom en guds natur inte kan förstås fullt ut av människan. Några exempel på Guds namn utöver Allah är ar-Rahman (den Barmhärtige), al-Ghaffar (den Förlåtande), an-Noor (Ljuset), al-Wadud (den Älskande), al-Khaliq (Skaparen), al-Adl (den Rättvise), al-Haqq (Sanningen), al-Ahad (den Totalt Unike), at-Tawwab (den Som tar emot ånger), al-Hakim (den Vise), al-Awwal (den Förste), al-Akhir (den Siste).
Jesus är en människa och den Helige Ande ett Guds verktyg i Islam och Bahai.

#### Islams syn på Jesus och treenighetsläran
Islam avvisar treenighetsdoktrinen som en självmotsägelse. Islam pekar på att den kristna kyrkan själv erkänner omöjligheten att få tron på tre gudomliga personer att överensstämma med tron på att Gud är en, och den kristna kyrkan därför beskriver treenighetens principer som ett gudomligt mysterium på vilket en person blint måste tro. Jesus själv nämnde dock inte någonting om någon treenig Gud.
Islam avvisar alltså Jesus som Gud. Enligt islam är Jesus, Marias son, ett av Guds mest betydande sändebud och en stor profet. Enligt Koranen stämmer Bibelns berättelse om Jesu mirakulösa jungfrufödsel, däremot korsfästes aldrig Jesus på det sätt som kristendomen ser det, inom islam menar man att Jesus själ upprestes till himlen snarare än att han återuppstod från de döda. Islam betonar särskilt att Gud aldrig kan ha en son, och att titeln "Herre" endast kan tillhöra Gud.

#### Sufismens gudssyn
I sufismen anses människan vara bärare av det gudomliga i sitt andliga hjärta. I den persiske sufin Farid al-din Attars epos Mantiq al-Tayr (Fåglarnas tal) beskrivs detta med bruk av den iranska mytiska fågeln Simurgh som symbol för Gud.

### Gud i bahá'í-tron
Huvudartikel: Bahá'í
Enligt bahá'í-tron är Gud en transcendent och personlig Gud, som är oförståelig och ouppnårbar. Med "personlig" avses ett väsen skilt från sin skapelse, som är universum och allt liv. I de heligaste bahá'í-bönerna kallas Gud för Hjälpen i farans stund och Den i sig själv Varande. Alláh-u-Abhá är arabiska för ungefär "Gud, den mest Lysande", och brukar användas som hälsningsfras bland bahá'í-troende. Namnet ska även upprepas i enskildhet av den troende 95 gånger om dagen. Bahá'í-litteraturen har översatts till över 800 olika språk, och Gud har det namn som används i språket.
Gud är liksom inom islam oändligt högstående och onåbar för människan, ofattbart och gränslöst upphöjd över varje mänsklig egenskap inklusive kroppslig existens, vilket innebär att Gud aldrig iklär sig rollen som människa som lever mitt ibland oss här på jorden. Jesus kan därför inte vara Gud, enligt bahá'í-tron. 
Människan kan enbart få kunskap om Gud genom de närmast övermänskliga sändebud – till exempel Zoroaster, Buddha, Krishna, Moses, Jesus, Muhammed, Báb och Bahá'u'lláh – som bahá'íerna kallar för gudsmanifestationer (gudsuppenbarare). Det finns således uppenbarare av Guds vilja även efter Muhammed, enligt bahá'í-tron. Hur många övernaturliga egenskaper gudsmanifestationen än visar upp, får detta inte tolkas som att gudsmanifestationen är en inkarnation av Gud. I bahá'í-trons skrifter betonas att det inte ska råda någon tvekan om att gudsmanifestationen är en människa helt frånskild från Gud, och att Gud enbart uppenbarar information som är relevant för mänskligheten i den tid det handlar om. Bahá'í-texterna varnar för att förväxla gudsmanifestationen med Gud.
Bahá'í betonar Guds enhet, de gudomliga sändebudens enhet och religionernas enhet. Det innebär en tro på att det är samma gud som avses i alla så kallade uppenbarelsereligioner. Gudsmanifestationerna är också samstämmiga. Att det ändå finns skillnader i budskapen anses bero på att det kan gå hundratals, ibland tusen år, innan en ny religionsgrundare framträder. Under denna tid har mänskligheten utvecklats andligt och är mogen för ett utökat eller något förändrat budskap från Gud. Därför säger till exempel inte Jesus exakt samma sak som Moses. Bahá'u'lláh är den första gudsmanifestationen som levde i en tid då mänskligheten snart skulle ha utvecklat kommunikationsnät som omsluter hela jorden (radio, press, TV, Internet). Därför vänder sig Gud genom Bahá'u'lláh direkt till hela mänskligheten. Guds enhet står för att det bara finns en Gud, och denne Gud är en och kan inte indelas i tre aspekter (Fadern, Sonen, Den Helige Anden) som kristendomen gör.

#### Bahá'ís syn på Jesus och treenighetsläran
Bahá'í, som för övrigt av islam inte erkänns som någon "sann religion", tar i likhet med zoroastrier, judar, muslimer och sikher avstånd från treenigheten. Gud är en, Gud är källan till alla uppenbarelser som nått mänskligheten genom historien, och Gud är så oerhört stor att människan inte kan förstå honom. För den bahá'í-troende är Torah, Bibeln, Koranen, De tre korgarna och andra centrala religiösa skrifter mer eller mindre perfekta frukter av gudomlig kunskap, förmedlade till människan av s.k. gudsmanifestationer och helt klart nedskrivna med mänsklig hand. Jesus är en av dessa gudsmanifestationer.. Bahá'u'lláh, bahá'í-trons grundare och även han en gudsmanifestation, skriver om Jesus:
| ” | (...) var och en av dessa Ljuskällor, som uppstiger från den eviga helighetens dagbräckningar, (har) två ställningar. En av dessa, den grundläggande enhetens ställning, har Vi redan förklarat. Ingen skillnad gör Vi mellan någon av dem (gudsmanifestationerna). Den andra är åtskillnadens ställning och den hänför sig till skapelsens värld och dess begränsningar. I detta avseende har var och en av Guds Manifestationer en åtskild individualitet, ett klart föreskrivet uppdrag, en förutbestämd uppenbarelse och särskilt angivna begränsningar. Var och en av dem är känd under ett annat namn, kännetecknas av en speciell egenskap, fullbordar ett bestämt uppdrag och är anförtrodd en särskild uppenbarelse. Alldeles som Han säger: "Några av Sändebuden har Vi låtit överglänsa de andra. Till några har Gud talat, några har Han upphöjt och förhärligat. Och till Jesus, Marias son, gav Vi uppenbara tecken och Vi stärkte Honom med den Helige ande." | „ |

Enligt Bahá'u'lláh är således Jesus en människa, men hans makt att hela och rena kom från Gud (hans makt var född av allsmäktig Gud):
| ” | Genom Honom renades de okyska och egensinniga. Genom Hans makt, född av allsmäktig Gud, öppnades de blindas ögon och helgades syndarens själ. Axplock från Bahá'u'lláhs Skrifter: 36 . | „ |

### Gud i rastafari
Rastafari har utgått från det kristna Gamla testamentet, den judiska Bibeln Tanach, det etiopiska nationaleposet Kebra Nagast och kallar Gud Jah eller Jah RastafarI.

### Gud i nyandlighet/New Age
Den amerikanske författaren Neale Donald Walsch har i sitt arbete och sin bokserie Samtal med Gud (1995—) förmedlat en omfattande samling dialoger med det allomfattande väsende, som säger sig vara den vi kallar för Gud etc, och säger sig vara ett allomfattande, kreativt medvetande, som är allt som finns i alla former, kvinnlig såväl som manlig eller könlös, och har skapat allt själv respektive genom var och en av oss för att kunna utforska sig själv och se vad som är möjligt i alla tänkbara varianter. Enligt bokens Gud, liksom i övrigt inom så kallad nyandlighet, är universum ett komplext system av en oerhörd mängd världar, dimensioner, civilisationer och livsformer i en ständig process av utveckling. Gud säger sig inte själv ha svaren på alla frågor, till exempel dennes ursprung eller full självkännedom, och säger sig inte själv ofta ingripa i världarnas utveckling, annat än genom systemet av gudar eller änglar, utan det är mycket upp till var och en att ta ansvar och sträva efter utveckling av sig själv, sin värld och "sina största tänkbara visioner" inom de lämpliga, kosmiska ramarna.
Även andra författare har givit ut böcker på liknande tema, till exempel Vassula Rydén med en bokserie av samtal utifrån en mer kristen grund, Sant liv i Gud (1995—). Dessutom är inom nyandligheten utgivet en mängd böcker världen över utifrån så kallade kanaliserade samtal från den så kallade gudomliga världen, olika gudomliga kosmiska mästare, änglar, utomjordiska individer etc och många beskrivningar av det gudomliga världsalltet har lämnats genom seklen (se till exempel Heliga Birgitta, Hildegard av Bingen med flera mystiker, Emanuel Swedenborg, Martinus Thomsen, teosofi, Rudolf Steiners antroposofi, esoterik, New Age). Allt visar sig inte alltid vara helt korrekt, och liksom inom och sinsemellan de äldre religionerna och trosriktningarna, uppstår emellanåt motsägande budskap och oklarheter, men i grunden beskrivs en tämligen likartad, gemensam gudomlig verklighet i en växande mängd skrifter och muntliga rapporter, och där framgår bland annat att vi alla under det fysiska skalet är evigt existerande, andligt odödliga individer i en gudomlig verklighet.